# Jonna Tervomaa
Jonna Marika Tervomaa (7 de enero de 1973, Forssa) es una cantante pop y escritora finesa. Se hizo famosa a los diez años cuando ganó el concurso musical "Syksyn Sävel" con la canción "Minttu sekä Ville". Tervomaa comenzó su nueva carrera musical en la edad adulta en 1998 con un álbum con su mismo nombre.
Los éxitos más importantes de Tervomaa incluyen "Sukjettu sydän" (1998), "Yhtä en saa" (1999),"Rakkauden haudalla" (música de la película Helmiä ja sikoja, 2003), "Myöhemmin" (2004) y "Se ei kuulu mulle" (2004).

## Discografía

### Álbumes
- "Jonna" (1984)
- "Tykkään susta" (1985 – Me gustas)
- "Jonna" (1986)
- "Parhaat" (1987 – Lo mejor de)

- "Jonna Tervomaa" (1998)
- "Neljä seinää" (1999 – Cuatro muros)
- "Viivalla" (2001 – Al límite)
- "Halo" (2004)
- "Parempi loppu" (2007 – El mejor final)
- "Eläköön" (2013)
- "Ääni" (2017)[1]